# Báguena
Báguena település Spanyolországban, Teruel tartományban. Báguena Burbáguena, Castejón de Tornos, Ferreruela de Huerva és San Martín del Río községekkel határos. Lakosainak száma 295 fő (2024).

## Népesség
A település népessége az utóbbi években az alábbiak szerint változott:
| Lakosok száma | 485  | 416  | 407  | 410  | 370  | 337  | 318  | 287  | 271  | 295  |
|               | 2001 | 2004 | 2007 | 2009 | 2012 | 2014 | 2017 | 2019 | 2022 | 2024 |